# Paunat
Paunat – miejscowość i gmina we Francji, w regionie Nowa Akwitania, w departamencie Dordogne.
Według danych na rok 1990 gminę zamieszkiwało 246 osób, a gęstość zaludnienia wynosiła 13 osób/km² (wśród 2290 gmin Akwitanii Paunat plasuje się na 932. miejscu pod względem liczby ludności, natomiast pod względem powierzchni na miejscu 576.).